# Monsignor (film)
Pour les articles homonymes, voir Monsignor.
Pour plus de détails, voir Fiche technique et Distribution.
Monsignor est un film américain réalisé par Frank Perry, sorti en 1982.

## Synopsis
Alors qu'en Europe la Seconde Guerre mondiale fait rage, John Flaherty est ordonné prêtre. Avant de partir servir en tant qu'aumônier militaire, il célèbre le mariage de Ludovico, son meilleur ami.
Sur le front, il est presque pris par les forces allemandes alors qu'il vient d'assister un soldat mourant. Pour sauver sa vie, il ouvre le feu sur les soldats ennemis, lançant ainsi sans le vouloir une contre-attaque décisive. En haut lieu, la décision du prêtre de faire usage d'une arme passe mal, mais l'officier de liaison entre le Vatican et la 5e armée, l'évêque Walkman, le fait venir à Rome pour devenir le conseiller financier de l'Église.
Avec l'aide de son ami Ludovico qui lui, est toujours militaire, il va tenter de sauver l'Église, presque acculée à la faillite en ces temps troublés.

## Fiche technique
- Titre : Monsignor
- Réalisation : Frank Perry
- Scénario : Wendell Mayes et Abraham Polonsky d'après le roman de Jack-Alain Léger
- Production : David Niven Jr. et Frank Yablans
- Musique : John Williams
- Photographie : Billy Williams
- Costumes : Theoni V. Aldredge
- Montage : Peter E. Berger (en)
- Pays d'origine : États-Unis
- Format : Couleurs - 1,66:1 - Dolby
- Genre : Drame
- Durée : 121 minutes
- Date de sortie : 1982

## Distribution
- Christopher Reeve (VF : Richard Darbois) : le père John Flaherty
- Geneviève Bujold : Clara
- Fernando Rey : le cardinal Santoni
- Jason Miller : Don Vito Appolini
- Joseph Cortese : Ludovico 'Lodo' Varese
- Adolfo Celi : le cardinal Vinci
- Leonardo Cimino : le pape
- Tomás Milián : le père Francisco
- Robert Prosky : l'évêque Walkman
- Joe Pantoliano : le soldat Joe Musso
- David Mills : le Maire
- Joe Spinell : le père de la mariée
- Milena Vukotic : sœur Verna